# Maria Henneman
Maria Henneman (Haarlem, 21 april 1956) is een Nederlands journalist en hoofdredacteur. Henneman was verslaggever-presentator bij het NOS Journaal en hoofdredacteur bij het actualiteitenprogramma Netwerk.
Henneman groeit op in een katholiek gezin in Haarlem-Zuid, waar haar vader architect was. Ze studeerde Contemporaine Geschiedenis met als bijvak Economische en Sociale Geschiedenis aan de Vrije Universiteit in Amsterdam. Tijdens haar studie aan de VU volgde Henneman ook de bijvakken Algemene en Vergelijkende Onderwijskunde aan de Universiteit van Amsterdam.

## NOS Journaal
Na haar afstuderen gaat Henneman  aan de slag bij de Vrouwenbond FNV en bij het FNV Vrouwensecretariaat. Hierna treedt ze in 1986 in dienst bij het NOS Journaal. Henneman begint als redacteur op de economieredactie. Na het vertrek van haar leidinggevende, krijgt Henneman de functie chef ad interim aangeboden. Vervolgens krijgt ze op de Haagse redactie de portefeuilles Financiën, Sociale Zaken en Economie toebedeeld. Vanaf 1994 gaat het NOS Journaal met zogenaamde verslaggever-presentatoren werken; verslaggevers die alleen bij groot en belangrijk nieuws vanaf locatie het nieuws presenteren. Naast Henneman gaat ook Gerard Arninkhof als verslaggever-presentator aan de slag. Naast het werk als reizende verslaggever-presentator gaat Henneman een aantal keer per week het NOS Journaal presenteren vanuit de studio in Hilversum; vaak op zondag (waarin ze alle uitzendingen presenteert) en doordeweeks de journaals van tien uur en het late journaal.

## Netwerk
Na twaalf jaar NOS Journaal begint Henneman een eigen communicatiebureau; kort daarna gaat ze aan de slag als hoofdredacteur van het actualiteitenprogramma Netwerk. Als hoofdredacteur wordt Henneman verantwoordelijk voor het deel van het programma dat gemaakt wordt door de AVRO; Netwerk is in die tijd een samenwerking tussen AVRO, KRO en NCRV. Naast haar werk als hoofdredacteur van Netwerk is ze ook lange tijd voorzitter van de Werkgroep Actualiteiten. Deze werkgroep is belast met de taak gezamenlijke uitzendingen te maken met de verschillende omroepen en actualiteitenrubrieken bij groot nieuws. Eveneens zit ze in het dagelijks bestuur van het Genootschap van Hoofdredacteuren. 
Na zes jaar legt ze het hoofdredacteurschap van Netwerk neer omdat door de Raad van Toezicht van de Publieke Omroep is besloten dat de AVRO zich terug moet trekken uit het programma Netwerk en wordt ondergebracht bij Twee Vandaag. Hierna richt Henneman zich volledig op haar eigen bedrijf, waarmee ze voornamelijk communicatie- en beleidsadviezen geeft. Daarnaast is Henneman actief in de paardensport; sinds 2005 is ze bestuurslid van de Koninklijke Nederlandse Hippische Federatie. Daarnaast heeft ze meerdere bestuurs- en of toezichthoudende functies.